# Mekanisk tjur

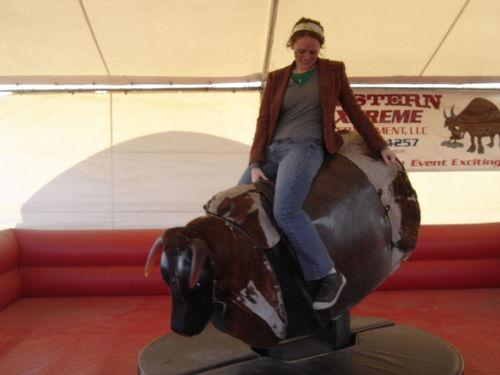
En kvinna som rider en mekanisk tjur.

Mekanisk tjur är en maskin vars mål är att efterlikna hur det känns att rida en tjur som försöker kasta av sin ryttare. Dessa byggdes ursprungligen för att unga cowboys skulle kunna träna i en något tryggare miljö. Vanligtvis kan den mekaniska tjuren rotera i sidled samt höja/sänka ryggen vilket leder till att majoriteten av alla ryttare förr eller senare ramlar av. De brukar kunna gå att ställa in så de kan röra sig så kraftigt så att inte ens de duktigaste kan sitta kvar till slut. I Sverige arrangeras årligen även SM i grenen Bullride.